# Oswald Mosley
Sir Oswald Ernald Mosley, al șaselea baronet de Mosley (n. 16 noiembrie 1896, Greater London, Anglia, Regatul Unit al Marii Britanii și Irlandei – d. 3 decembrie 1980, Orsay, Île-de-France, Franța) a fost un politician britanic membru în Parlamentul Regatului Unit în perioada interbelică, devenit ulterior lider al partidului fascist Uniunea Fasciștilor Britanici (British Union of Fascists).